# Binomska vrsta
Binomska vrsta je funkcijska vrsta funkcije {\displaystyle (1+x)^{m}\,}.
Če se razvije polinom: 
{\displaystyle f(x)=(1+x)^{m}\!\,}
okrog točke 0:
{\displaystyle (a=0),m\in \mathbb {R} \!\,} v Taylorjevo vrsto
{\displaystyle f^{\prime }(x)=m(1+x)^{m-1}\quad f^{\prime }(0)=0\!\,}
{\displaystyle f^{\prime \prime }(x)=m(m-1)(1+x)^{m-2}\qquad f^{\prime \prime }(0)=1\!\,}
{\displaystyle f^{(k)}(x)=m(m-1)\ldots (m-k+1)(1+x)^{m-k}\!\,.}
Opomba: če je {\displaystyle m\in \mathbb {N} \,}, ima vrsta končno členov - od {\displaystyle (m+1)\,} dalje so vsi enaki 0.
Če {\displaystyle m\notin \mathbb {N} \,}, {\displaystyle m\neq 0\,}, ima vrsta neskončno členov, se dobi:
{\displaystyle f(x)=(1+x)^{m}=1+{\frac {m}{1!}}x+{\frac {m(m-1)}{2!}}x^{2}+\ldots +{\frac {m(m-1)\ldots (m-k+1)}{k!}}x^{k}\!\,.}
Definira se binomski simbol:
{\displaystyle {m \choose k}={\frac {m(m-1)\ldots (m-k+1)}{k!}};\qquad m\in \mathbb {R} \quad k\in \mathbb {N} \cup {0}\!\,}
{\displaystyle {n \choose k}={\frac {n!}{(n-k)!k!}};\qquad m\in \mathbb {R} \quad k\in \mathbb {N} \cup {0}\!\,}
in tako je binomska vrsta:
{\displaystyle (1+x)^{m}=\sum _{k=0}^{\infty }{m \choose k}x^{k}\!\,.}

## Konvergenca vrste
Binomska vrsta konvergira na območju s konvergenčnim polmerom:
{\displaystyle M=\lim _{z\rightarrow \infty }f(z)=\left|{\frac {a_{n}}{a_{n+1}}}\right|={\frac {m \choose n}{m+1 \choose n+1}}=\lim _{n\rightarrow \infty }\left|{\frac {n+1}{m-n}}\right|=1\!\,.}
Konvergira za {\displaystyle |x|<1\,}.